# Two Door Cinema Club
Two Door Cinema Club (abreviados por "TDCC") é uma banda norte-irlandesa de indie rock. Formada em 2007, é composta por Sam Halliday, Alex Trimble e Kevin Baird. Após lançarem a canção "Something Good Can Work" na internet, em 2009, a banda assinou com a gravadora francesa Kitsuné. Eles então lançaram o seu álbum de estreia, Tourist History, em 2010, que ganhou o Choice Music Prize de "Álbum Irlandês do Ano". O segundo disco do grupo, Beacon, foi lançado em 3 de setembro de 2012. Em outubro de 2016, a banda lançou seu terceiro álbum, Gameshow. O quarto trabalho do grupo, False Alarm, foi lançado em junho de 2019.

## Integrantes
Banda
- Alex Trimble (vocais, guitarra)
- Kevin Baird (baixo, backing vocais)
- Sam Halliday (guitarra, backing vocais)

Turnê
- Ben Thompson (bateria)
- Jacob Berry (sintetizador, backing vocals, guitarra, piano)

## Discografia

### Álbuns de estúdio
| Título          | Detalhes do álbum                                                                                            | Posição nas paradas | Posição nas paradas | Posição nas paradas | Posição nas paradas | Posição nas paradas | Posição nas paradas | Posição nas paradas | Posição nas paradas | Certificações |
| Título          | Detalhes do álbum                                                                                            | IRL                 | UK                  | FRA                 | BEL                 | AUS                 | EUA                 | ESP                 | NZL                 | Certificações |
| --------------- | --- | ------------------- | ------------------- | ------------------- | ------------------- | ------------------- | ------------------- | ------------------- | ------------------- | ------------- |
| Tourist History | - Lançamento: 17 de fevereiro de 2010 - Gravadora: Glassnote Records - Formatos: CD, download digital, vinil | 16                  | 24                  | 51                  | 72                  | 44                  | —                   | —                   | —                   | - UK: Platina |
| Beacon          | - Lançamento: 31 de agosto de 2012 - Gravadora: Glassnote Records - Formatos: CD, download digital, vinil    | 1                   | 2                   | 17                  | 34                  | 4                   | 17                  | 20                  | 36                  | - UK: Ouro    |
| Gameshow        | - Lançamento: 14 de outubro de 2016 - Gravadora: Glassnote Records - Formatos: CD, download digital, vinil   | 10                  | 5                   | 54                  | 79                  | 24                  | 79                  | 44                  | 94                  |               |
| False Alarm     | - Lançamento: 21 de junho de 2019 - Gravadora: Glassnote Records - Formatos: CD, download digital, vinil     | 28                  | 5                   | 128                 | 147                 | 62                  | —                   | 50                  | —                   |               |
| Keep On Smiling | - Lançamento: 2 de setembro de 2022 - Gravadora: Glassnote Records - Formatos: CD, download digital, vinil   |                     |                     |                     |                     |                     |                     |                     |                     |               |

### Singles
| Ano  | Título                    | Melhor posição | Melhor posição | Melhor posição | Melhor posição | Melhor posição | Melhor posição | Álbum                      |                 |
| Ano  | Título                    | UK             | CAN Alt        | FRA            | IRL            | EUA Alt.       | EUA Rock       | Álbum                      |                 |
| ---- | ------------------------- | -------------- | -------------- | -------------- | -------------- | -------------- | -------------- | -------------------------- | --------------- |
| 2009 | "Something Good Can Work" | 56             | —              | —              | 18             | —              | —              | Tourist History            |                 |
| 2009 | "I Can Talk"              | 139            | —              | —              | —              | —              | —              | Tourist History            |                 |
| 2010 | "Undercover Martyn"       | 79             | —              | —              | 49             | —              | —              | Tourist History            |                 |
| 2010 | "Come Back Home"          | —              | —              | —              | —              | —              | —              | Tourist History            |                 |
| 2011 | "What You Know"           | 64             | 16             | —              | —              | 22             | 40             | Tourist History            |                 |
| 2011 | "This Is the Life"        | —              | —              | —              | —              | —              | —              | Tourist History            |                 |
| 2012 | "Sleep Alone"             | 79             | 18             | —              | —              | 19             | 32             | Beacon                     |                 |
| 2012 | "Sun"                     | 66             | —              | 74             | 59             | —              | —              | Beacon                     |                 |
| 2012 | "Next Year"               | 188            | —              | —              | —              | —              | —              | Beacon                     |                 |
| 2012 | "Handshake"               | —              | —              | —              | —              | —              | —              | Beacon                     |                 |
| 2013 | "Changing of the Seasons" | 33             | —              | —              | 42             |                | 45             | Changing of the Seasons EP |                 |
| 2016 | "Are We Ready? (Wreck)"   | 166            | —              | —              | —              | —              | —              | Gameshow                   |                 |
| 2016 | "Bad Decisions"           | —              | —              | 130            | —              | —              | —              | Gameshow                   |                 |
| 2016 | "Gameshow"                | —              | —              | —              | —              | —              | —              | Gameshow                   |                 |
| 2016 | "Ordinary"                | —              | —              | —              | —              | —              | —              | Gameshow                   |                 |
| 2017 | "Lavender"                | —              | —              | —              | —              | —              | —              | Gameshow                   |                 |
| 2019 | "Talk"                    | —              | —              | —              | —              | —              | —              | False Alarm                |                 |
| 2019 | "Satellite"               | —              | —              | —              | —              | —              | —              | False Alarm                |                 |
| 2019 | "Dirty Air"               | —              | —              | —              | —              | —              | —              | False Alarm                |                 |
| 2022 | "Wonderful Life"          |                |                |                |                |                |                | False Alarm                | Keep On Smiling |
| 2022 | "Lucky"                   |                |                |                |                |                |                |                            | Keep On Smiling |